# ريتشارد أبيغ
ريتشارد فيلهلم هينيرخ أبيغ (بالألمانية: Richard Abegg)‏ (9 يناير 1869 – 3 أبريل 1910) كيميائي ألماني والمؤسس لنظرية التكافؤ. افترض أبيغ أن الفارق بين أقصى تكافؤ سالب وموجب لأي عنصر هو ثمانية، فيما عُرف بقاعدة أبيغ [الإنجليزية]. حصل أبيغ على الدكتوراه في 19 يوليو 1891 م تحت إشراف آوغست فيلهلم فون هوفمان في جامعة هومبولت في برلين. درس أبيغ الكيمياء العضوية على يد هوفمان، ولكن بعد عام من نيله درجة الدكتوراه تحوّل إلى البحث في مجال الكيمياء الفيزيائية أثناء ملازمته لفيلهلم أوستفالد في لايبزيغ بألمانيا. عمل أبيغ بعد ذلك كمساعد خاص لفالتر نيرنست في جامعة غوتينغن، ثم لسفانت أرهنيوس في جامعة ستكهولم.
اكتشف أبيغ نظرية انخفاض نقطة التجمد وتوقّع قاعدة الثمانيات التي وضعها جيلبرت نيوتن لويس عندما قال أبيغ بأن الفارق بين الحد الأدنى والأقصى لحالة التأكسد أحيانًا يكون ثمانية. خاضت أبحاث أبيغ في مجال الكيمياء الفيزيائية العديد من الموضوعات منها نقطة الانصهار وثابت العازل للثلج والضغوط الإسموزية وجهود الاختزال والمعقد التناسقي.
كان أبيغ من عشاق نزهات بالونات الغاز التي تسببت في وفاته عندما سقط بالونه سنة 1910 م في سيليزيا.

## حياته الخاصة وتعليمه
كان ريتشارد أبيغ ابنًا لفيلهلم أبيغ ومارغريت فريدنثال. أخوه فيلهلم أبيغ أصبح وزيرًا لخارجية بروسيا. وبعد أن درس في مدرسة فيلهلم الثانوية في برلين، درس أبيغ الكيمياء العضوية في جامعتي كيل وتوبنغن. ثم التحق بجامعة هومبولت في برلين حيث حصل على الدكتوراه تحت إشراف أوغست فون هوفمان. في سنة 1895 م، تزوج أبيغ لين سيمون التي كانت أيضًا من عشاق البالونات. انشغل أبيغ بالتصوير ونزهات بالونات الغاز، وأسس وترأس نادي سيليسيان للملاحة الجوية في فروتسواف. كما كان له دور في رئاسة الجمعية الألمانية للملاحة الجوية.

## أعماله
خلال دراسته، أدى أبيغ مهامه العسكرية. ففي سنة 1891 م، أصبح ضابطًا في الجيش الإمبراطوري الألماني. وفي سنة 1900 م، أصبح ملازمًا احتياطيًا في الفوج التاسع. خلال تلك السنة، قام بأول رحلاته بالبالون لأغراض عسكرية. ثم أصبح يقوم بتلك الرحلات بصفة دورية مع زوجته. ودوّن العديد من الملاحظات العلمية خلال تلك الرحلات، لكنه لم ينشر تلك الملاحظات. في سنة 1894 م، عمل أبيغ كمساعد لفالتر نيرنست أحد مؤسسي علم الكيمياء الفيزيائية وأستاذها في جامعة غوتنغن في ذلك الوقت. وفي سنة 1897 م، أصبح أستاذًا للكيمياء في جامعة فروتسواف. وبعد سنتين، شغل منصب أستاذ الكيمياء في جامعة فروتسواف للتكنولوجيا في فروتسواف ببولندا، وكانت كلارا إيميرفاهر الزوجة الأولى لفريتز هابر من طلابه. وبالتعاون مع زميله غيدو بودلاندر، نشرا بحثهما حول الألفة الإلكترونية، التي أصبحت من المباديء الجديدة للكيمياء اللا عضوية.
اشتهر أبيغ بتحديده لدور التكافؤ في التفاعلات الكيميائية، حيث وجد بعض العناصر الكيميائية لها قابلية أقل للاتحاد في صورة جزيئات، ومن ذلك استنتج أن العناصر الأكثر استقرار كيميائي هي التي لها غلاف تكافؤ مكتمل. كما تمكّن من شرح تجاذب الذرات المتناقضة الشحنة الكهربائية. واستطاع أيضًا التفرقة بين التكافؤ الطبيعي والتكافؤ المُتمّم (contravalence). وجد أبيغ أن مجموع التكافؤين دائمًا يصبح ثمانية، التي أصبحت تُعرف لاحقًا بقاعدة أبيغ. كما كان أبيغ محرر لـ «جريدة الهندسة الكهربية» من سنة 1901 م، وحتى وفاته سنة 1910 م.

## مؤلفاته
- «الشيرسين ومشتقاته» سنة 1891 م.
- «الدليل إلى حساب التحليل الحجمي» سنة 1900 م.
- «نظرية التفكك الكهربائي» سنة 1903 م.

## وصلات خارجية
- ريتشارد أبيغ على موقع الموسوعة البريطانية (الإنجليزية)
- Nuclear Atom – contains an excerpt of Abegg's contributions.
- Abegg biography